# João Paulo
João Paulo (nacido el 7 de septiembre de 1964) es un exfutbolista brasileño que se desempeñaba como centrocampista.
João Paulo jugó 17 veces y marcó 4 goles para la selección de fútbol de Brasil entre 1987 y 1991.

## Trayectoria

### Clubes
| Club                 | País   | Año       |
| -------------------- | ------ | --------- |
| Guarani              | Brasil | 1983-1989 |
| Bari                 | Italia | 1989-1994 |
| Vasco da Gama        | Brasil | 1994      |
| Goiás                | Brasil | 1995      |
| Corinthians Paulista | Brasil | 1996-1998 |
| União São João       | Brasil | 1999-2003 |
| Mito HollyHock       | Japón  | 2000      |
| Taquaritinga         | Brasil | 2004      |
| Internacional        | Brasil | 2004      |

### Selección nacional
| Selección | País   | Año       |
| --------- | ------ | --------- |
| Absoluta  | Brasil | 1987-1991 |

## Estadística de equipo nacional
| Selección de fútbol de Brasil | Selección de fútbol de Brasil | Selección de fútbol de Brasil |
| Año                           | Part.                         | Goles                         |
| ----------------------------- | ----------------------------- | ----------------------------- |
| 1987                          | 3                             | 1                             |
| 1988                          | 1                             | 0                             |
| 1989                          | 2                             | 0                             |
| 1990                          | 0                             | 0                             |
| 1991                          | 11                            | 3                             |
| Total                         | 17                            | 4                             |